# Cyrtodactylus quadrivirgatus
Espèce
Cyrtodactylus quadrivirgatus est une espèce de geckos de la famille des Gekkonidae.

## Répartition
Cette espèce se rencontre :
- en Thaïlande dans les provinces de Trang, de Pattani, de Narathiwat ;
- en Malaisie au Kedah, au Penang, au Perak, au Pahang, au Selangor et au Negeri Sembilan ;
- à Singapour
- en Indonésie à Sumatra.

## Publication originale
- Taylor, 1962 : New oriental reptiles. University of Kansas science bulletin, vol. 43, n. 7, p. 209-263 (texte intégral).